# Placentofagia

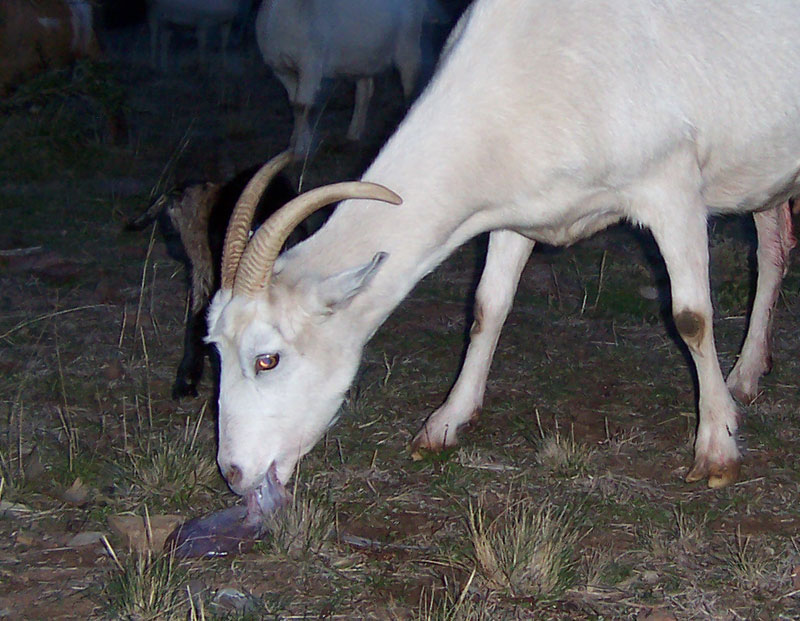
Cabra comendo sua placenta após o parto

Placentofagia é o termo usado para descrever o ato, comum entre os mamíferos, de comer a placenta após o nascimento.
A placenta contém altos níveis de prostaglandina, que estimula a involução do útero. Ela também contém pequenas quantidades de ocitocina, que ameniza o estresse pós-parto e faz com que os músculos à volta das células mamárias se contraiam para a obtenção do leite.
Pensa-se também que a placentofagia ocorre, naturalmente, a fim de não deixar nenhum rastro do nascimento do filhote na defesa contra predadores. A maioria dos mamíferos placentários pratica a placentofagia, incluindo, surpreendentemente, herbívoros. Os pinípedes e cetáceos são exceções, assim como os camelos. A placentofagia tem sido observada em ordens como Insectivora, Rodentia, Chiroptera, Lagomorpha, Carnivora, Perissodactyla, Artiodactyla (com exceção dos camelos) e em primatas. Marsupiais não podem realizar a placentofagia (ver marsupial), mas lambem vigorosamente os líquidos do parto ao serem excretados.
De acordo com descobertas recentes, as vantagens mais importantes da placentofagia como é o fato de que o fluido amniótico e a placenta contêm uma molécula ("Fator de Opioides Reforço Placentário") que modifica a atividade de opioides endógenos de uma maneira que produz uma considerável redução da dor natural que ocorre pouco antes e durante o parto.

## Placentofagia humana
Embora a placenta seja reverenciada em diversas culturas, o hábito de comê-la ainda é muito incomum. Aqueles que apoiam essa prática em seres humanos, principalmente na Europa e nos EUA, afirmam que comer a placenta ajuda a prevenir a depressão pós-parto e outras complicações. Há uma variedade de receitas de placenta, incluindo placenta com brócolis e placenta australiana picante. Uma prática comum no norte da Califórnia e no Reino Unido é realizar uma festa após o parto chamada "Festa da Placenta" (Placenta Party, em inglês). Nessa celebração, a mãe ou alguém que ela designa prepara uma refeição com a placenta. A placenta humana tem sido utilizada também como um ingrediente na medicina tradicional chinesa. Adicionalmente, a placenta pode ser também transformada em um pó contido em cápsulas para ingestão pela mulher pós-parturiente. Todavia, cientificamente falando, a placentofagia é vista com ceticismo acerca de suas propaladas vantagens.